# شورای هماهنگی (بلاروس)
شورای هماهنگی انتقال قدرت (CCTP), (بلاروسی: Каардынацыйная рада; روسی: Координационный совет) یک نهاد غیردولتی است که توسط نامزد ریاست‌جمهوری اسویاتلانا سیخانوسکایا برای تسهیل انتقال دموکراتیک قدرت در بلاروس ایجاد شده است. این شورا که در جریان اعتراضات ۲۰۲۰–۲۰۲۱ بلاروس در پاسخ به انتخابات مورد مناقشه ریاست‌جمهوری بلاروس در سال ۲۰۲۰ تأسیس شد، دارای ۶۴ عضو اصلی (از ۱۳ فوریه ۲۰۲۱)با هیئت‌رئیسه رهبری ۷ نفره است.
اولین جلسه شورا در ۱۸ اوت ۲۰۲۰ برگزار شد. از اواخر اوت تا اواسط اکتبر، تسیخانوسکایا و چند تن از اعضای هیئت‌رئیسه، دستگیر شدند یا تصمیم گرفتند خود را از بلاروس تبعید کنند، زیرا از سرکوب نیروهای امنیتی بلاروس می‌ترسیدند. در سپتامبر ۲۰۲۰، لیتوانی یعنی همان جایی که شورا مستقر بود، تنها کشور مستقلی بود که شورای هماهنگی را به عنوان تنها دولت قانونی بلاروس به‌رسمیت شناخت.

### رسانه‌های اجتماعی
- Coordination Council on Facebook
- Coordination Council on Youtube